# Municipio de Eden (condado de Polk)
El municipio de Eden (en inglés: Eden Township) es un municipio ubicado en el condado de Polk en el estado estadounidense de Minnesota. En el año 2010 tenía una población de 168 habitantes y una densidad poblacional de 1,79 personas por km².

## Geografía
El municipio de Eden se encuentra ubicado en las coordenadas 47°43′29″N 95°37′59″O / 47.72472, -95.63306. Según la Oficina del Censo de los Estados Unidos, el municipio tiene una superficie total de 93.85 km², de la cual 90,82 km² corresponden a tierra firme y (3,23 %) 3,04 km² es agua.

## Demografía
Según el censo de 2010, había 168 personas residiendo en el municipio de Eden. La densidad de población era de 1,79 hab./km². De los 168 habitantes, el municipio de Eden estaba compuesto por el 95,83 % blancos, el 1,19 % eran amerindios, el 1,19 % eran asiáticos y el 1,79 % eran de una mezcla de razas. Del total de la población el 0 % eran hispanos o latinos de cualquier raza.